# San Marino a 2019-es rövid pályás úszó-Európa-bajnokságon
San Marino a skóciai Glasgow-ban megrendezett 2019-es rövid pályás úszó-Európa-bajnokság egyik részt vevő nemzete volt, melyen három férfi sportolóval képviseltette magát.

## Eredmények

### Férfi
| Versenyző         | Versenyszám  | Előfutam | Előfutam | Előfutam | Elődöntő | Elődöntő | Elődöntő | Döntő   | Döntő    |
| Versenyző         | Versenyszám  | Idő      | Hely.    | Össz.    | Idő      | Hely.    | Össz.    | Idő     | Helyezés |
| ----------------- | ------------ | -------- | -------- | -------- | -------- | -------- | -------- | ------- | -------- |
| Loris Bianchi     | 100 m gyors  | 53,24    | 8.       | 75.      | kiesett  | kiesett  | kiesett  | kiesett | kiesett  |
| Loris Bianchi     | 400 m gyors  | 4:03,41  | 4.       | 44.      |          |          |          | kiesett | kiesett  |
| Loris Bianchi     | 1500 m gyors | 16:11,75 | 4.       | 22.      |          |          |          | kiesett | kiesett  |
| Giacomo Casadei   | 100 m gyors  | 52,72    | =6.      | =73.     | kiesett  | kiesett  | kiesett  | kiesett | kiesett  |
| Giacomo Casadei   | 50 m mell    | 29,34    | =7.      | =46.     | kiesett  | kiesett  | kiesett  | kiesett | kiesett  |
| Giacomo Casadei   | 100 m mell   | 1:03,58  | 4.       | 42.      | kiesett  | kiesett  | kiesett  | kiesett | kiesett  |
| Giacomo Casadei   | 200 m mell   | 2:18,30  | 3.       | 31.      |          |          |          | kiesett | kiesett  |
| Gianluca Pasolini | 50 m gyors   | 24,68    | 9.       | 68.      | kiesett  | kiesett  | kiesett  | kiesett | kiesett  |
| Gianluca Pasolini | 100 m gyors  | 52,55    | 5.       | 72.      | kiesett  | kiesett  | kiesett  | kiesett | kiesett  |
| Gianluca Pasolini | 200 m gyors  | 1:56,38  | 6.       | 55.      |          |          |          | kiesett | kiesett  |

____
= – egy másik versenyzővel azonos eredményt ért el